# Бренн (III век до н. э.)
Бренн (с кельт. «Вождь»; ? — около 278 года до н. э., Дельфы, Древняя Греция) — имя или титул галльского вождя коалиции кельтских племён — галатов, вторгшихся на Балканский полуостров в 280—278 годах до н. э. Возглавлял три похода кельтов в Грецию.

## Биография
О личной жизни Бренна нет почти никаких сведений. Он был вождём племени праус или прауси. Упоминания об этом племени присутствуют только у Страбона.
В 280 году до н. э. Бренн возглавил коалицию кельтских племён, которые собрались в районе Савы и верховьев Дуная. Их в то время теснили германцы. В результате Бренн разработал план похода против стран и племён юго-востока Европы. В коалицию кельтов во главе с Бренном входили племена прауси, трокмов, толистобоев, вольков-тектосагов, скордисков и другие. Всего он собрал армию численностью около 85 000 воинов.
С этим войском Бренн и Акихорий двинулись на Балканы, разделив войско на три части. Одну часть во главе с Церетрием они направили против Фракии и трибаллов, другую под председательством Болгия Бренн направил против Македонии и Иллирии. Численность этих войск составила 20 000 воинов. В Македонии Болг разбил армию царя Македонии Птолемея II Керавна, который погиб в битве.
С основной военной силой Бренн двинулся в Пеонию. Здесь в 279 году до н. э. он победил македонского царя Сосфена. Опустошив Пеонию и Южную Македонию, Бренн вернулся на север.
В 278 году до н. э. Бренн во главе многочисленных галльских орд, насчитывавших, согласно Марку Юниану Юстину, до 200 000 человек, вновь ворвался на Балканы. На этот раз его целью были Фессалия и Дельфы. Сначала Бренн захватил приграничный город Гераклею и опустошил его. После этого достиг реки Сперхей, прошёл по Фтиотиде, достигнув Магнесии.
В Фермопилах у горы Эта к северу от Коринфа, заняв позиции в узком проходе, путь кельтской армии преградил под прикрытием флота афинский стратег Каллипп, который возглавлял коалицию этолийцев, беотийцев, афинян, фессалийцев, малиев и представителей Фокидского союза. Греки собрали приблизительно 24 000 человек, начальство над которыми получили афиняне, многолюдный некогда город которых мог выставить тогда только 1500 солдат. Состоялось сражение.
Бренн, не имея возможности прорваться через Фермопилы, оказался в сложной ситуации. Во время первого столкновения силы Бренна понесли серьёзные потери. Поэтому он решил отправить большие силы своего войска (до 40 000 человек) с Акихорием против Этолии. Этот отряд, как надеялся Бренн, должен был заставить противника оставить Фермопилы для защиты своих домов. В защите Этолии участвовали все его жители: и старики, и женщины. Понимая, что галльский меч опасен только при непосредственном контакте, этолийцы прибегли к тактике перестрелки. Галлы уничтожили Калидон в границах между Эвританией и Этолией, совершив ужасные зверства, но яростное сопротивление всех жителей нанесло решающий удар по силам Бренна. Только половина из тех, кто отправился в Этолию, вернулся живым.
После этого кельты из Этолии ударили в тыл греческим войскам при Фермопилах, а Бренн с севера: из-за этого коалиция греков была разгромлена и часть их бежала морем. После этого в течение года были опустошены Фессалия и Фокида.
Тит Ливий сообщал, что часть галлов переправилась в Малую Азию в 279—277 годах до н. э. и достигли Дардании. С помощью вифинского царя Никомеда I они за несколько дней переправились через Геллеспонт на азиатский берег. Общее количество переправившихся галлов оценивалось в 20 000 человек, которые делились на три племени: толостобогии, трокмы и тектосаги. Первые поселились в Ионии, вторые на побережье Геллеспонта, а третьи достигли берегов Галиса.
В 278 году до н. э. Бренн двинулся на Дельфы, с целью ограбить Пифийскую казну (по разным версиям, Бренн успел это сделать), но толпа из 4000 греков, воспользовавшись страшной бурей, срывавшей с гор камни, которые обрушивались на врагов, сражалась с такой храбростью, что галлы были совершенно разбиты.
Около 275 года до н. э. кельты потерпели поражение от Антиоха I, а Бренн был тяжело ранен. Бренн не получил смертельных ран, однако чувствовал позор и стыд за поражение от греков. После отступления остатков кельтских войск Бренн передал власть другому предводителю Акихорию, покончил с собой, или бросившись на меч, или по другой версии, отравившись неразбавленным вином, или по-третьему известию, напился неразбавленного вина столько, сколько смог и вонзил кинжал себе в грудь.
Однако, несмотря на эти поражения и смерть Бренна, галаты продолжали опустошать западную часть Малой Азии на протяжении последующих 46 лет, пока не были оттеснены войсками пергамского царя Аттала I в область, расположенную в центральной части Малой Азии к северу от Фригии, между средним течением рек Сангариуса и Галиса; эта область получила название Галатия.